# Морозовка (Башкортостан)
Моро́зовка (баш. Морозовка) — деревня в Белокатайском районе Башкортостана, относится к Ургалинскому сельсовету.

## Население
| 2002 | 2009 | 2010 |
| ---- | ---- | ---- |
| 83   | ↘74  | ↘63  |

Национальный состав
Согласно переписи 2002 года, преобладающие национальности — башкиры (45 %), русские (35 %) .

## География
Расстояние до:
- районного центра (Новобелокатай): 54 км,
- центра сельсовета (Ургала): 2 км,
- ближайшей ж/д станции (Ургала): 2 км.